# Bellatrix
A Bellatrix (Gamma Orionis, γ Ori, γ Orionis) az Orion csillagkép harmadik legfényesebb csillaga, a Rigel és a Betelgeuze után.

## Leírása

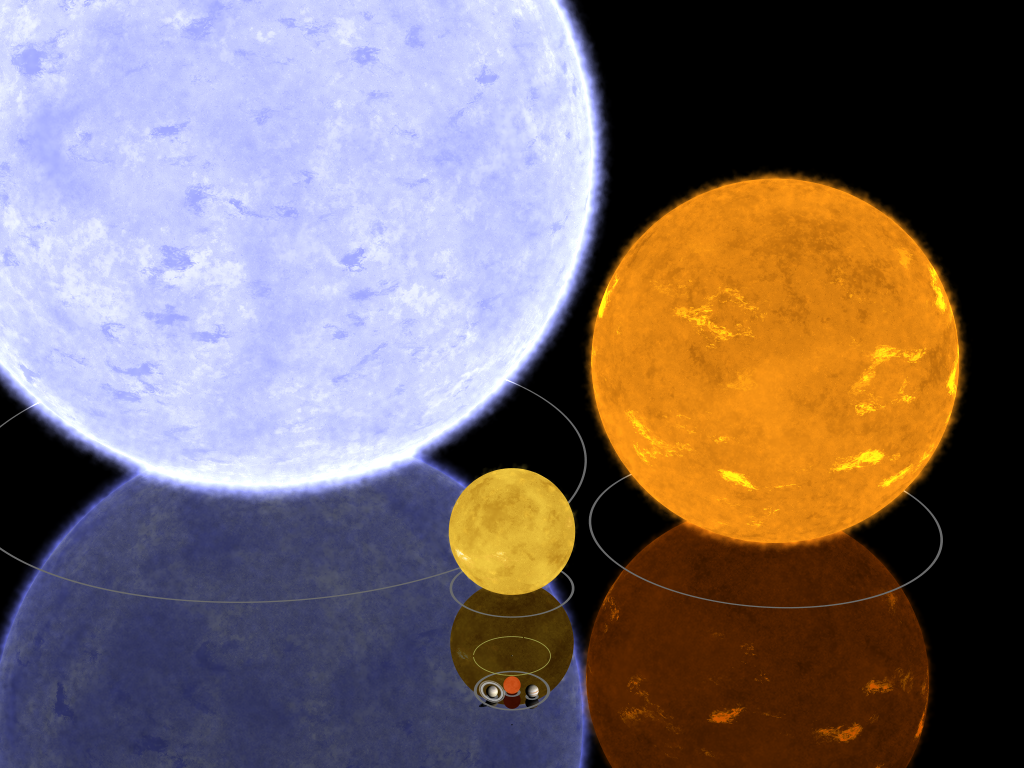
A Bellatrix (balra), az Algol B (jobbra), és a Nap (középen) méretének összehasonlítása

Tömege a Napénak 8,4-szerese, átmérője annak 6-szorosa.  Kora nagyjából 20 millió év, ami elegendő idő volt ahhoz, hogy a magjában található hidrogént elhasználja. A csillag emiatt a fősorozatbeli ágról átkerül az óriáscsillagok közé.
Külső hőmérséklete mintegy 22 000 K, ami jóval forróbb, mint a Nap 5778 K-s felszíne. Ez a magas hőmérséklet adja a csillag kékes-fehéres színét, ami a B típusú csillagokra jellemző.
Néhány millió év múlva vörös óriássá válik, majd fehér törpeként fejezi be pályafutását. Tömege nem elegendő ahhoz, hogy szupernovává váljon. A Bellatrix fényességét a csillagászok hosszú ideig állandónak vélték és standardnak használták, amihez a többi csillag fényességét viszonyítani lehetett. Későbbi mérésekből kiderült, hogy a csillag fényessége kis mértékben (néhány százalékban) ingadozik.

## Nevének eredete
A Bellatrix jelentése latin nyelven: „női harcos”. „Amazon csillag”-nak is nevezték, ami az arab Al Najīd („a hódító”) laza fordítása.
Az Orion bal vállán található.  Kínai neve 参宿五 (jelentése: „a Három Csillag (kínai) nevű csillagkép (hét csillagából) az ötödik”).

## Megfigyelése
Az Orion-övet alkotó három csillagtól (Alnitak, Alnilam, Mintaka) mintegy 6°-kal északra és kissé nyugatra (az északi féltekén: jobbra) található. Gyakorlatilag az egész Földről megfigyelhető, kivéve az Antarktisz belső területeit. Az Orion övét körülvevő trapéz jobb felső (déli félgömbről nézve bal alsó) csillaga. A Bellatrix egyike annak a négy csillagnak az Orion csillagképben, amit égi navigációs célra használnak.

## Fordítás
- Ez a szócikk részben vagy egészben  a   Bellatrix című angol Wikipédia-szócikk fordításán alapul.  Az eredeti cikk szerkesztőit annak laptörténete sorolja fel. Ez a jelzés csupán a megfogalmazás eredetét és a szerzői jogokat jelzi, nem szolgál a cikkben szereplő információk forrásmegjelöléseként.
- Ez a szócikk részben vagy egészben  a   Bellatrix című olasz Wikipédia-szócikk fordításán alapul.  Az eredeti cikk szerkesztőit annak laptörténete sorolja fel. Ez a jelzés csupán a megfogalmazás eredetét és a szerzői jogokat jelzi, nem szolgál a cikkben szereplő információk forrásmegjelöléseként.

## Külső hivatkozások
- http://simbad.u-strasbg.fr/simbad/sim-basic?Ident=bellatrix&submit=SIMBAD+search